# 7,62×25mm Tokarev

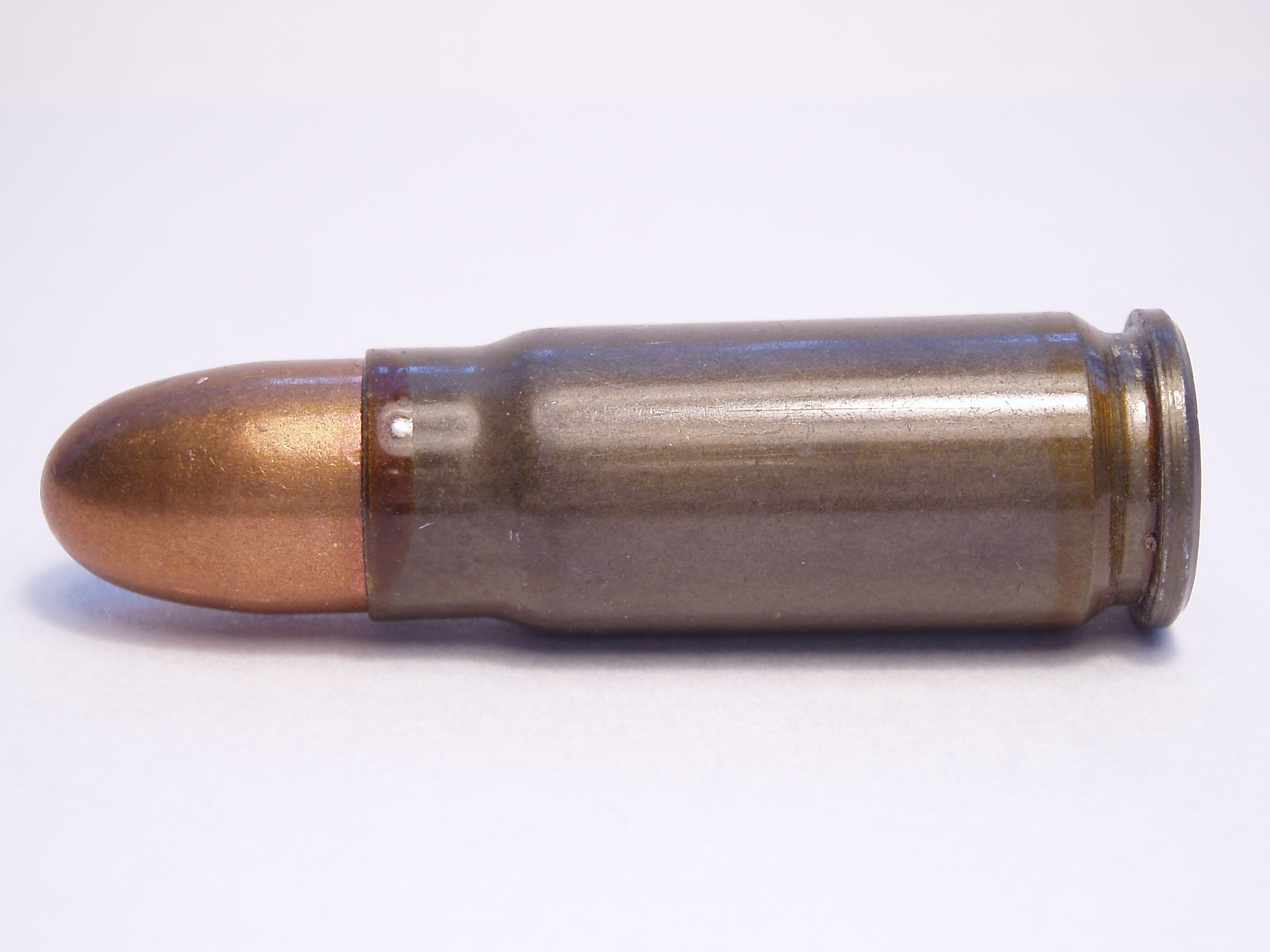
Um 7,62 Tokarev com bala jaquetada.

O cartucho 7,62×25mm Tokarev (designado como Tokarev 7,62×25 pela C.I.P.) é um cartucho de pistola sem aro russo amplamente usado nos antigos estados soviéticos e na China, entre outros países. O cartucho foi substituído na maioria dos usos pelo 9×18mm Makarov no serviço russo.

## Sinônimos
- 7,62mm Tipo P
- 7,62mm Tipo 51
- 7,62mm Tokarev
- 7,62×25mm TT
- .30 Tokarev
- M48 tcheco
- 7,62 TT
- .30